# Erich Juskowiak
Erich Juskowiak (Oberhausen, 1926. szeptember 7. – Düsseldorf, 1983. július 1.) nyugatnémet válogatott német labdarúgó, hátvéd.

## Pályafutása

### Klubcsapatban
1943 és 1946 között az FC 08 Oberhausen labdarúgója volt, de ez idő alatt katonaként is szolgált a második világháborúban, ahol többször is megsebesült, még egy fejlövést is túl élt. 1946 és 1953 között az RW Oberhausen csapatában szerepelt, kivéve za 1950–51-es idényt, amikor az SSV 04 Wuppertal játékosa volt. 1953 és 1962 között a Fortuna Düsseldorf együttesében játszott, ahol három alkalommal volt nyugatnémet kupa-döntős a csapattal. Sok sérülést követően 1962-ben vonult vissza az aktív labdarúgástól.

### A válogatottban
1951 és 1959 között 31 alkalommal szerepelt a nyugatnémet válogatottban és négy gólt szerzett. 1951. december 23-án mutatkozott be a válogatottban Luxemburg ellen. Második válogatott szereplésére 1954 decemberéig kellett várni, így nem vett részt az 1954-es svájci világbajnokságon. Négy év múlva tagja volt az 1958-as svédországi világbajnokságon részt vevő csapatnak. Az elődöntőben a házigazda svéd válogatott volt az NSZK ellenfele. Juskowiaknak Kurt Hamrint kellett semlegesíteni. A mérkőzés 59. percében Juskowiakot kiállították, miután Hamrin szabálytalankodott vele szemben és ő bosszúból lerántotta. Juskowiak volt az első német játékos, akit világbajnokságon kiállítottak.

## Sikerei, díjai
NSZK
- Világbajnokság
  - 4.: 1958, Svédország

 Fortuna Düsseldorf
- Nyugatnémet kupa (DFB Pokal)
  - döntős: 1957, 1958, 1962